# Bahnhof Kushimoto

Der Bahnhof Kushimoto (jap. 串本駅 Kushimoto-eki) ist ein Bahnhof auf der japanischen Insel Honshū. Er wird von der Bahngesellschaft JR West betrieben und befindet sich in der Präfektur Wakayama auf dem Gebiet der Stadt Kushimoto, an der Südspitze der Kii-Halbinsel. Außerdem ist er der am südlichsten gelegene Bahnhof auf Honshū.

## Verbindungen
Kushimoto ist ein Zwischenbahnhof an der Kisei-Hauptlinie, deren westliche Sektion von JR West betrieben wird sowie die Städte Shingū und Wakayama miteinander verbindet. Täglich verkehren sieben Zugpaare des Schnellzugs Limited Express Kuroshio vom Bahnhof Shingū über Kii-Tanabe, den Bahnhof Wakayama und Shin-Osaka nach Kyōto und zurück. Im Nahverkehr fahren Züge alle ein bis drei Stunden zwischen Shingū und Kii-Tanabe. Auf dem Bahnhofsvorplatz befinden sich mehrere Bushaltestellen, die von sechs Linien der Gesellschaften Kushimoto Community Bus, Kozagawa-chō Furusato Bus und Kumano Gobō Nankai Bus bedient werden.

## Anlage
Der Bahnhof steht etwa einen halben Kilometer nördlich des Stadtzentrums beim touristisch genutzten Neuen Hafen. Sehenswürdigkeiten in der Umgebung sind das Kushimoto-Ōkyo-Rosetsu-Kunstmuseum, der Hashigui-Felsen, das Kap Shionomisaki mit dem Shionomisaki-Leuchtturm und die Insel Kii-Ōshima. Die ebenerdige Anlage ist annähernd von Nordosten nach Südwesten ausgerichtet und leicht gekrümmt. Sie umfasst drei Gleise, die alle dem Personenverkehr dienen. Diese liegen am Hausbahnsteig und an einem Mittelbahnsteig, die beide zum größten Teil überdacht sind. Letzterer ist über eine gedeckte Fußgängerbrücke mit dem Empfangsgebäude an der Ostseite verbunden. Neben dem bahneigenen Verkaufseinrichtungen enthält das Gebäude auch eine Autovermietung, einen Fahrradverleih und das örtliche Touristeninformationszentrum. Ein Denkmal knapp außerhalb des Bahnhofgeländes kennzeichnet den südlichsten Punkt des Bahnnetzes auf Honshū.
Im Fiskaljahr 2019 nutzten täglich durchschnittlich 328 Fahrgäste den Bahnhof.

## Bilder

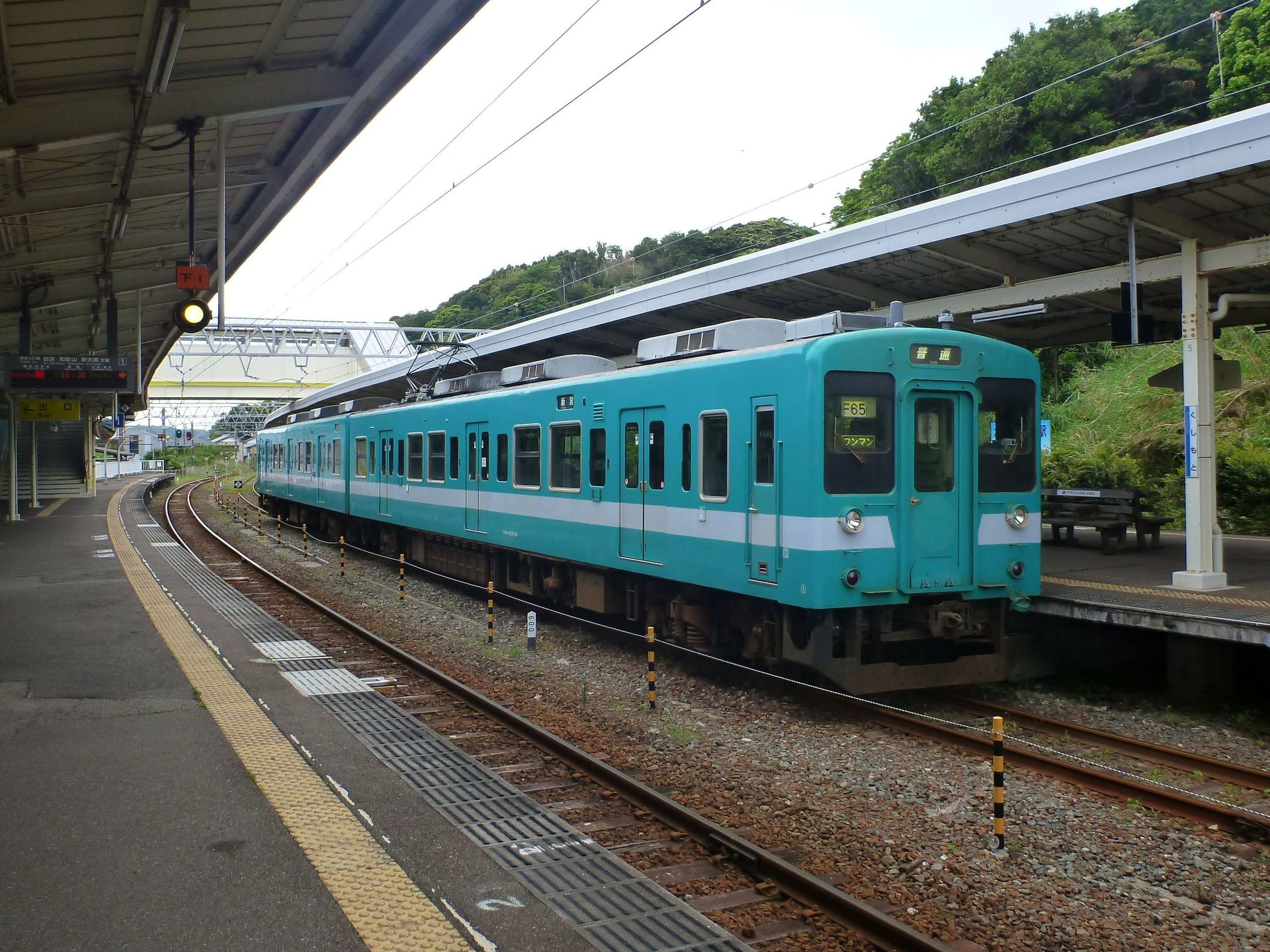
Triebzug der Baureihe 105
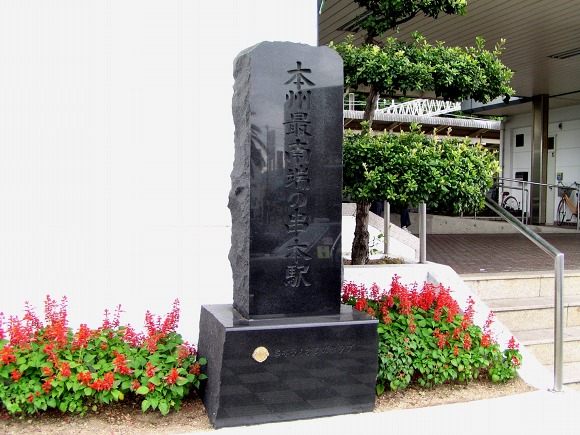
Denkmal für den südlichsten Punkt des Bahnnetzes auf Honshū
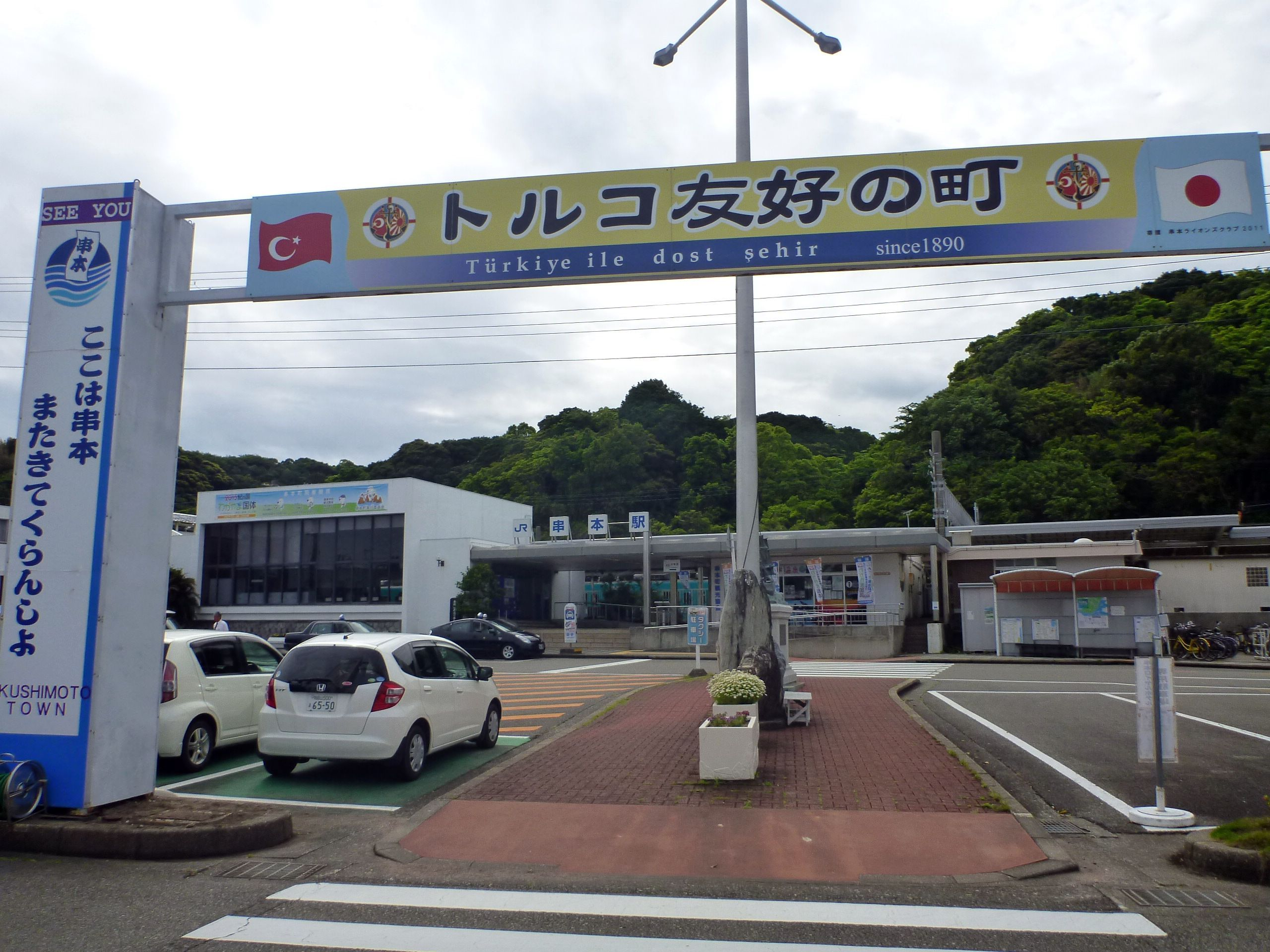
Zugang zum Bahnhofsvorplatz
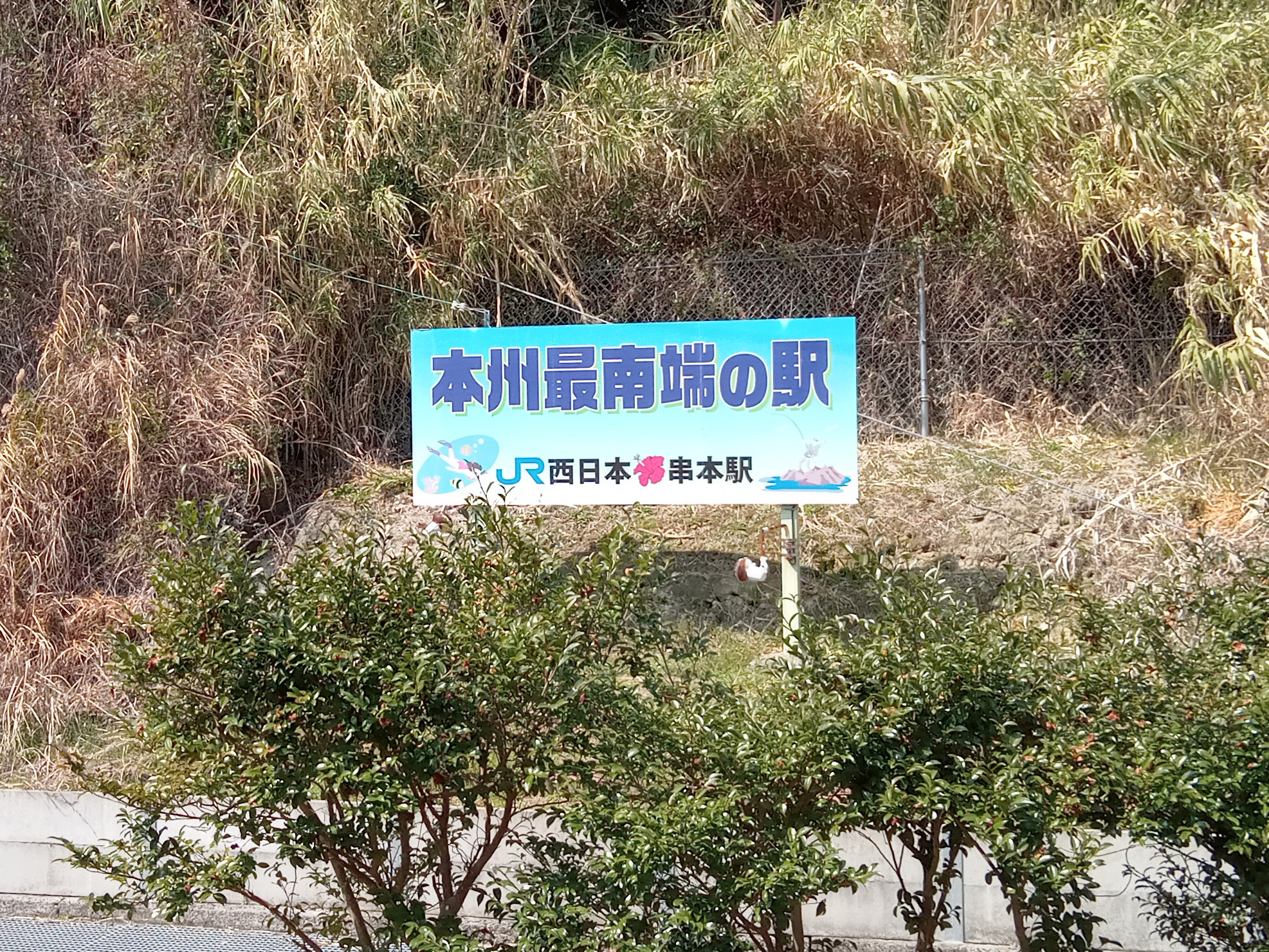
Ein Schild mit der Aufschrift „die südlichste Spitze von Honshū“ wurde neben dem Bahnsteig aufgestellt (März 2022)

## Gleise
| 1/2 | ▉ Kisei-Hauptlinie | Kii-Tanabe • Wakayama • Shin-Osaka |
| 2/3 | ▉ Kisei-Hauptlinie | Kii-Katsuura • Shingū              |

## Linien
| Verlauf der Kisei-Hauptlinie |
| --- |
| Kameyama • Shimonoshō • Ishinden • Tsu • Akogi • Takachaya • Rokken • Matsusaka • Tokuwa • Taki • Ōka • Sana • Tochihara • Kawazoe • Misedani • Takihara • Aso • Ise-Kashiwazaki • Ōuchiyama • Umegadani • Kii-Nagashima • Minose • Funatsu • Aiga • Owase • Ōsoneura • Kuki • Mikisato • Kata • Nigishima • Atashika • Hadasu • Ōdomari • Kumanoshi • Arii • Kōshiyama • Kii-Ichigi • Atawa • Kii-Ida • Udono • Shingū • Miwasaki • Kii-Sano • Ukui • Nachi • Kii-Temma • Kii-Katsuura • Yukawa • Taiji • Shimosato • Kii-Uragami • Kii-Tahara • Koza • Kii-Hime • Kushimoto • Kii-Arita • Tanami • Tako • Wabuka • Esumi • Mirozu • Susami • Kii-Hiki • Tsubaki • Kii-Tonda • Shirahama • Asso • Kii-Shinjō • Kii-Tanabe • Haya • Minabe • Iwashiro • Kirime • Inami • Inahara • Wasa • Dōjōji • Gobō • Kii-Uchihara • Kii-Yura • Hirokawa Beach • Yuasa • Fujinami • Kii-Miyahara • Minoshima • Hatsushima • Shimotsu • Kamogō • Shimizuura • Kainan • Kuroe • Kimiidera • Miyamae • Wakayama • Kiwa • Wakayamashi |

## Geschichte
Das Eisenbahnministerium eröffnete den Bahnhof am 11. Dezember 1936, zusammen mit dem von Kii-Katsuura bis hierhin führenden Abschnitt der Kisei-Hauptlinie. Knapp vier Jahre war hier die Endstation, bis zur Eröffnung des daran anschließenden Teilstücks nach Esumi am 8. August 1940. Die Fertigstellung der gesamten Strecke ließ jedoch bis 1959 auf sich warten. Aus Rationalisierungsgründen stellte die Japanische Staatsbahn am 10. April 1975 den Güterumschlag ein und am 14. März 1985 auch die Gepäckaufgabe. Anderseits baute sie ein neues Empfangsgebäude, das ab 11. Dezember 1979 zur Verfügung stand. Im Rahmen der Staatsbahnprivatisierung ging der Bahnhof am 1. April 1987 in den Besitz der neuen Gesellschaft JR West über.